# Abidè
Abidè o Abidenos (en llatí Abydenus, en grec antic Ἀβυδηνός "Abydenós", fou un historiador grec d'època desconeguda que va escriure una història d'Assíria (Ἀσσυριακά), segons Ciril d'Alexandria, en dialecte jònic.
Se sap que per la seva obra va utilitzar obres de Megastenes i Berós. Ciril d'Alexandria, Jordi Sincel·le i Eusebi de Cesarea van conservar diversos fragments de la seva obra, que resulta especialment valuosa per la seva cronologia. Un fragment important que aclareix alguns dubtes sobre la història assíria va ser descobert en una traducció armènia del Cronicó d'Eusebi.